# Peter Siegenthaler

Peter Siegenthaler

Peter Siegenthaler (Trub 1940), is een Zwitsers politicus.
Peter Siegenthaler werd geboren in Trub (BE) waar hij ook heimatberechtigt (burger) is. Hij studeerde rechten en economie aan de Universiteit van Bern en promoveerde in 1973. Vanaf 1982 was hij werkzaam op het Departement van Financiën, waar hij allerlei topfuncties bekleedde.
Peter Siegenthaler is lid van de Zwitserse Volkspartij. Hij was ook lid van de Regeringsraad van het kanton Bern. Van 1 juni 1988 tot 31 mei 1989 was hij voorzitter van de Regeringsraad (dat wil zeggen regeringsleider) van het kanton Bern.
Siegenthaler is getrouwd en heeft twee dochters.